# Portugalia na Zimowych Igrzyskach Olimpijskich 1994
Portugalię na Zimowych Igrzyskach Olimpijskich 1994 reprezentował jeden zawodnik – Jorge Mendes, który także niósł flagę Portugalii podczas ceremonii otwarcia igrzysk.

## Wyniki

### Narciarstwo alpejskie
Zjazd mężczyzn:
- Jorge Mendes — (→ 41. miejsce)

Supergigant mężczyzn:
- Jorge Mendes → nie ukończył

Gigant mężczyzn:
- Jorge Mendes → 3:05.20 (→ 32. miejsce)

Kombinacja mężczyzn:
- Jorge Mendes → nie ukończył